# Île Devon
L'île Devon est une île du Canada située dans le passage du Nord-Ouest et est par conséquent une des composantes de l'archipel Arctique.

## Géographie

### Topographie
L'île se trouve dans la partie méridionale des îles de la Reine-Élisabeth. Sa superficie est d'environ 55 000 km2, soit un peu plus petite que la surface de la région française Auvergne-Rhône-Alpes. Elle est la 27e île mondiale par la superficie, la 6e du Canada et la 2e des îles de la Reine-Élisabeth. 

### Faune et flore
La vie animale et végétale est relativement peu présente sur l'île en raison des conditions climatiques dues à la latitude et à l'altitude. On y trouve principalement de petits oiseaux, des bœufs musqués et d'autres petits mammifères arctiques.

### Climat
L'été la température ne dépasse jamais les 10 °C et descend fréquemment à −50 °C durant le long hiver polaire. Les précipitations y sont également faibles.

### Géologie
Géologiquement, l'île est principalement composée de gneiss et de schiste.
On y retrouve le cratère de Haughton de 20 km de diamètre dû à l'impact d'une météorite de 2 km de diamètre tombée il y a environ 39 millions d'années ainsi que la chaîne de montagne Grinnell (en). Durant l'été, le site est occupé pour des activités scientifiques liées à la recherche spatiale, la vie sur Mars — le site météoritique étant proche de ceux que l'on peut trouver sur la planète rouge (durant l'été 2007, sept volontaires américains et canadiens ont passé quatre mois sur l'île, enfilant des combinaisons spatiales pour travailler à l'extérieur) — la géologie, la microbiologie, etc.

## Histoire
Bien qu'aujourd'hui inhabitée, l'île a été le théâtre de nombreuses tentatives d'occupation humaine. Des traces d'occupation inuite ancienne y ont été découvertes, notamment des habitations en tourbe et en os de baleine, des pièges à ours polaires, ainsi que des vestiges du site Thule de Morin Point, datant d'environ 1 000 ans.
Au XIXe siècle, l'île devient brièvement un point d'intérêt lors de la recherche de l'expédition Franklin, disparue en 1845 dans le passage du Nord-Ouest. En 1850, plusieurs objets associés à cette expédition sont retrouvés sur l'île, dont un râteau, un morceau de toile marqué « Terror », des vêtements et des boîtes de conserve vides. En 1852, l'explorateur Edward Belcher y installe des cairns de repérage dans une baie aujourd'hui désignée site historique national de Port Refuge.
L'île est également au cœur des efforts de souveraineté du Canada dans l'Arctique. À partir de 1924, la Gendarmerie royale du Canada (GRC) y établit un poste avancé à Dundas Harbour, où trois agents sont envoyés avec 52 Inuits. L'objectif est d'affirmer la présence canadienne dans le Haut-Arctique face à d'éventuelles revendications étrangères,. Ce poste sera fermé en 1933, brièvement rouvert en 1945, puis définitivement abandonné en 1951. Deux agents de la GRC y ont perdu la vie. Leurs tombes se trouvent sur une colline surplombant le site, aux côtés de celle d'une jeune Inuite.
Le poste de Dundas Harbour a aussi été brièvement cédé à la Compagnie de la Baie d'Hudson dans les années 1930 pour en faire un poste de traite, ce qui mena à une première série de relocalisations inuites. Les conditions difficiles entraînent la fermeture du poste dès 1936, et certaines familles déplacées seront transférées ailleurs dans l'Arctique central.
Dans les années 1950, durant la guerre froide, le gouvernement canadien procède à de nouveaux déplacements de familles inuites depuis Inukjuak et Pond Inlet vers les îles du Haut-Arctique, dont l'île Devon, Craig Harbour, Resolute et Grise Fiord.

## Démographie
Il s'agit aussi de la plus grande île du monde qui soit inhabitée.